# 联机游戏

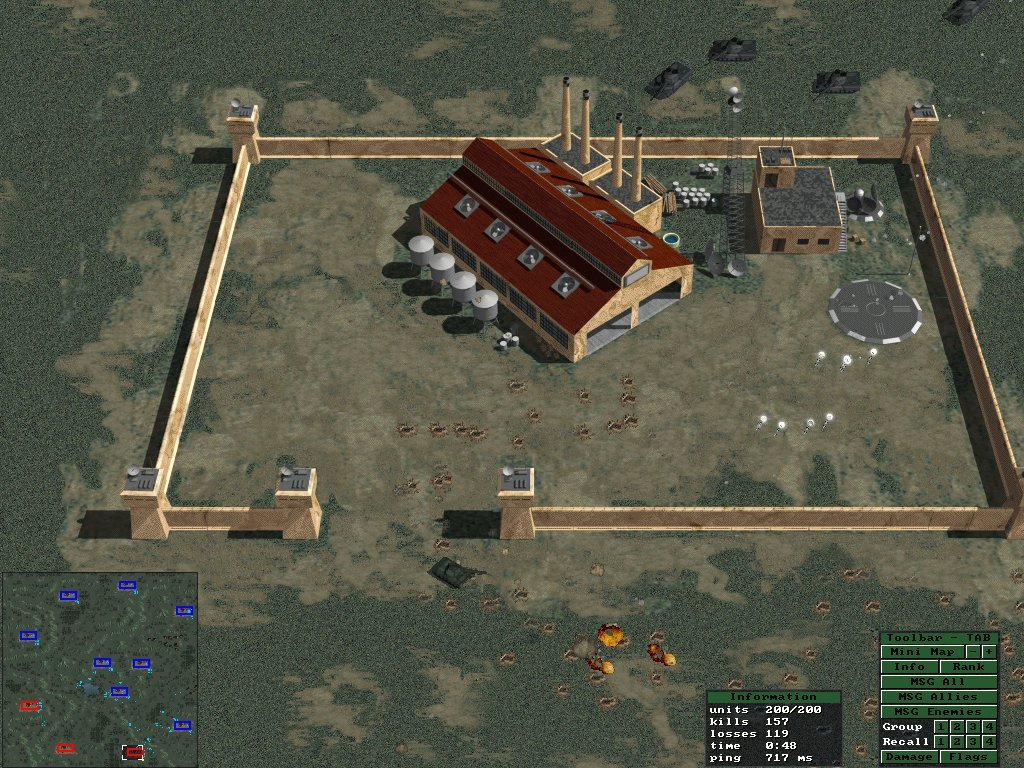
NetPanzer是一款纯粹的联机游戏

联机游戏指只可以通过局域网连接几台计算机或其他终端同时进行的电子游戏。一般的联机游戏也都支持单机模式。
通常的联机游戏都是一个单独的电子游戏既可以支持单一玩家进行游戏，也可以多个玩家通过局域网进行联机对战。

## 形式
通常的联机游戏是局域网中的电子计算机或游戏机进行互联，有些联机游戏甚至可以跨平台连线。
有些第三方互联网对战平台也可以提供互联网上的联机对战服务。
通常联机游戏是100名之内玩家互相对抗（同组相互协助）进行游戏。
可以是即时的，也有部分是用电子邮件通知然后获取的。